# Przepraszam cię
Przepraszam cię – drugi singiel promujący piątą płytę zespołu Łzy, zatytułowaną Historie, których nie było. Do singla powstał teledysk, w którym główne role zagrali wokalistka zespołu Anna Wyszkoni, oraz  ówczesny manager zespołu Maciej Durczak.

## Spis utworów
1. Przepraszam cię sł. i muz. Adam Konkol 4:10